# Dipartimento di Ndé
Il dipartimento di Ndé è un dipartimento del Camerun nella Regione dell'Ovest.

## Comuni
Il dipartimento è suddiviso in 4 comuni:
- Bangangté
- Bassamba
- Bazou
- Tonga